# Rattling Brook
Rattling Brook är ett vattendrag i Kanada.   Det ligger i provinsen Newfoundland och Labrador, i den östra delen av landet, 1 500 km öster om huvudstaden Ottawa.
I omgivningarna runt Rattling Brook växer i huvudsak blandskog. Trakten runt Rattling Brook är nära nog obefolkad, med mindre än två invånare per kvadratkilometer.